# 8月11日 (旧暦)
旧暦8月11日は、旧暦8月の11日目である。六曜は赤口である。

## できごと
- 長承元年（ユリウス暦1132年9月21日） - 疫病により、天承より長承に改元
- 暦応元年/延元3年（ユリウス暦1338年9月24日） - 足利尊氏が北朝から征夷大将軍に任ぜられる
- 元禄元年（グレゴリオ暦1688年9月5日） - 松尾芭蕉が『更科紀行』の旅に出発
- 宝永4年（グレゴリオ暦1707年9月6日） - 生類憐れみの令により、ドジョウ・ウナギ・鳥を扱う商売が禁止に

## 誕生日
- 寛文7年（グレゴリオ暦1667年9月28日） - 浅野長矩、赤穂藩主（+ 1701年）
- 明治5年（グレゴリオ暦1872年9月13日） - 幣原喜重郎、第44代内閣総理大臣・第40代衆議院議長（+ 1951年）

## 忌日
- 康元元年（ユリウス暦1256年9月1日） - 藤原頼経、鎌倉幕府4代将軍（* 1218年）
- 天正12年（ユリウス暦1584年9月15日） - 筒井順慶、戦国大名（* 1549年）
- 天啓6年/天命11年（グレゴリオ暦1626年9月30日） - ヌルハチ（奴児哈赤）、清の初代皇帝（* 1559年）
- 文政12年（グレゴリオ暦1829年9月8日） - 鏡岩濱之助、力士（* 1769年）